# Ctenogobius szechuanensis
Ctenogobius szechuanensis är en fiskart som först beskrevs av Liu, 1940.  Ctenogobius szechuanensis ingår i släktet Ctenogobius och familjen smörbultsfiskar. Inga underarter finns listade i Catalogue of Life.